# كلية العالم المتحد ماهيندرا
كلية العالم المتحد ماهيندرا (المعروفة أحيانًا باسم كلية ماهيندرا المتحدة العالمية في الهند ، أو MUWCI) هي مدرسة داخلية دولية ما قبل الجامعة، وتقع على بعد 40 كـم (25 ميل) غرب بيون في ولاية ماهاراشترا ، الهند. الكلية عبارة عن برنامج مدته سنتان يضم حوالي 250 طالبًا بدوام كامل، وتتبع برنامج دبلوم البكالوريا الدولية (IB) (DP). وهي واحدة من 18 كليات العالم المتحد. تأسست المدرسة في عام 1997 بدعم من هاريش ماهيندرا وأناند ماهيندرا من مجموعة ماهيندرا.

## التاريخ
في 28 تشرين الثاني (نوفمبر) 1997، افتتحت الملكة نور ملكة الأردن ونيلسون مانديلا كلية العالم المتحد ماهيندرا في الهند باعتبارها واحدة من كليات العالم المتحد الثماني عشرة (UWC) والثالثة لكليات العالم المتحد في آسيا. ربما تم افتتاح المدرسة من خلال التبرع بالأرض والبنية التحتية للمباني من قبل هاريش ماهيندرا، من مجموعة ماهيندرا. تظل الشركة والعديد من أفراد العائلة منخرطين في الكلية، حيث يعمل كيشوب ماهيندرا كرئيس للكلية، وتستمر الشركة في تمويل المنح الدراسية للطلاب.

## الحرم الجامعة
تعد كلية ماهيندرا العالمية المتحدة في الهند واحدة من ثمانية عشر حرمًا جامعيًا تحت راية كليات العالم المتحدة، بقيادة نيلسون مانديلا والملكة نور ملكة الأردن  في وقت تصميمها في منتصف التسعينيات. ينقسم الحرم الجامعي إلى منطقة سكنية ومنطقة أكاديمية وقد صممه المهندس المعماري كريستوفر تشارلز بينينغر. يتضمن التصميم العناصر التقليدية ومواد البناء المحلية. أشاد بينينغر بالهندسة المعمارية الهندية التقليدية من خلال دمج عناصر مثل الوداس والخطوات المتداخلة وبرك اللوتس.
تقع الكلية بالقرب من قرية باود في منطقة تالوكا مولشي بولاية ماهاراشترا الغربية بالهند. إنه حوالي 40 كـم (25 ميل) من مدينة بيون (والتي بدورها حوالي 100 كـم (62 ميل) جنوب شرق مومباي ). يقع حرم جامعة MUWCI على تلة تحيط بها المجتمعات الريفية ويطل على وادي نهر مولا بالقرب من سد مولشي .
ينقسم الجانب السكني من الحرم الجامعي إلى مجموعات مجتمعية تسمى "واداس". تضم عائلة واداس ما بين 40 و60 طالبًا و4-6 مدرسين وعائلات. يعيش الطلاب في منازل مستقلة يتسع كل منها لثمانية طلاب، مع ساحات فناء مشتركة. يعمل المعلمون أيضًا كـ "آباء وادا" و"آباء في المنزل"، مما يوفر سياقًا تعليميًا داعمًا.

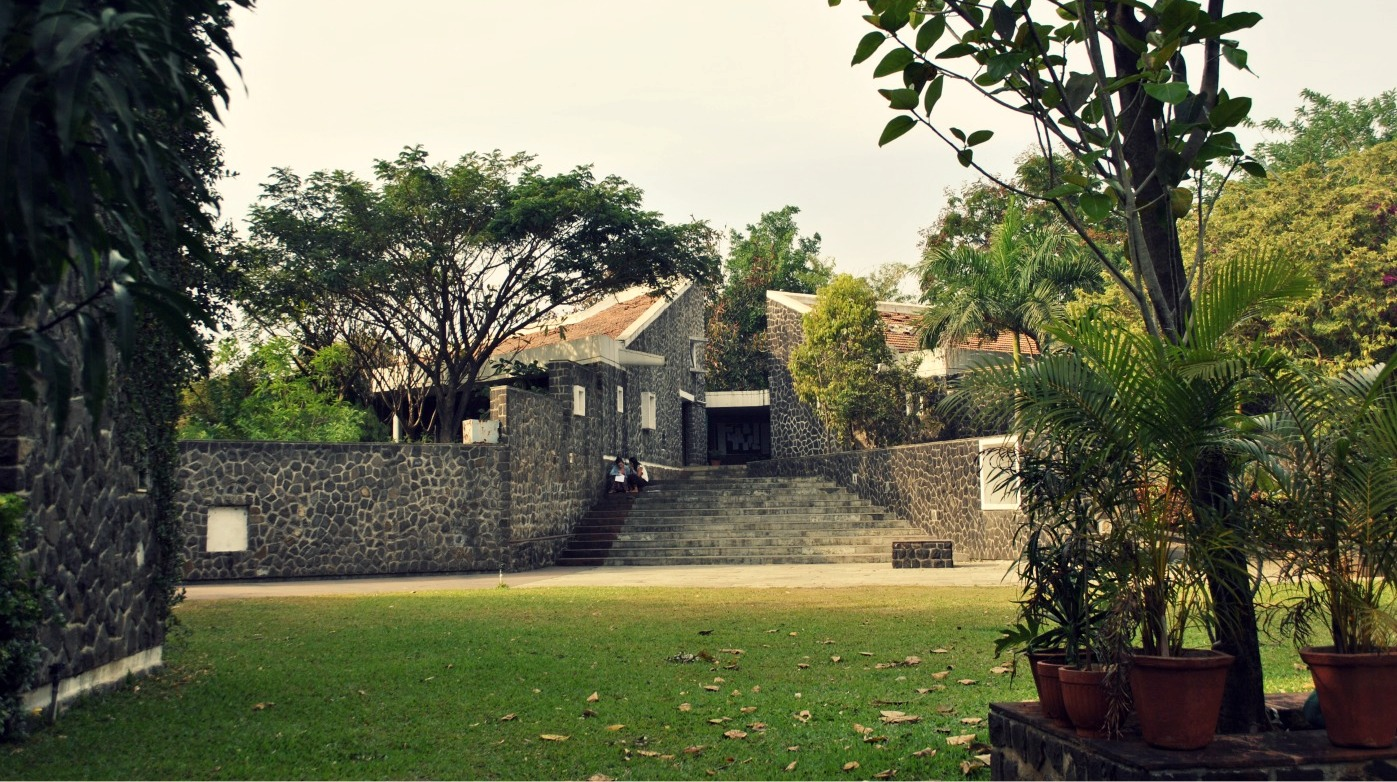
منظر لأحد السلالم المؤدية إلى المربع الأكاديمي الرئيسي.

## الأكاديميين

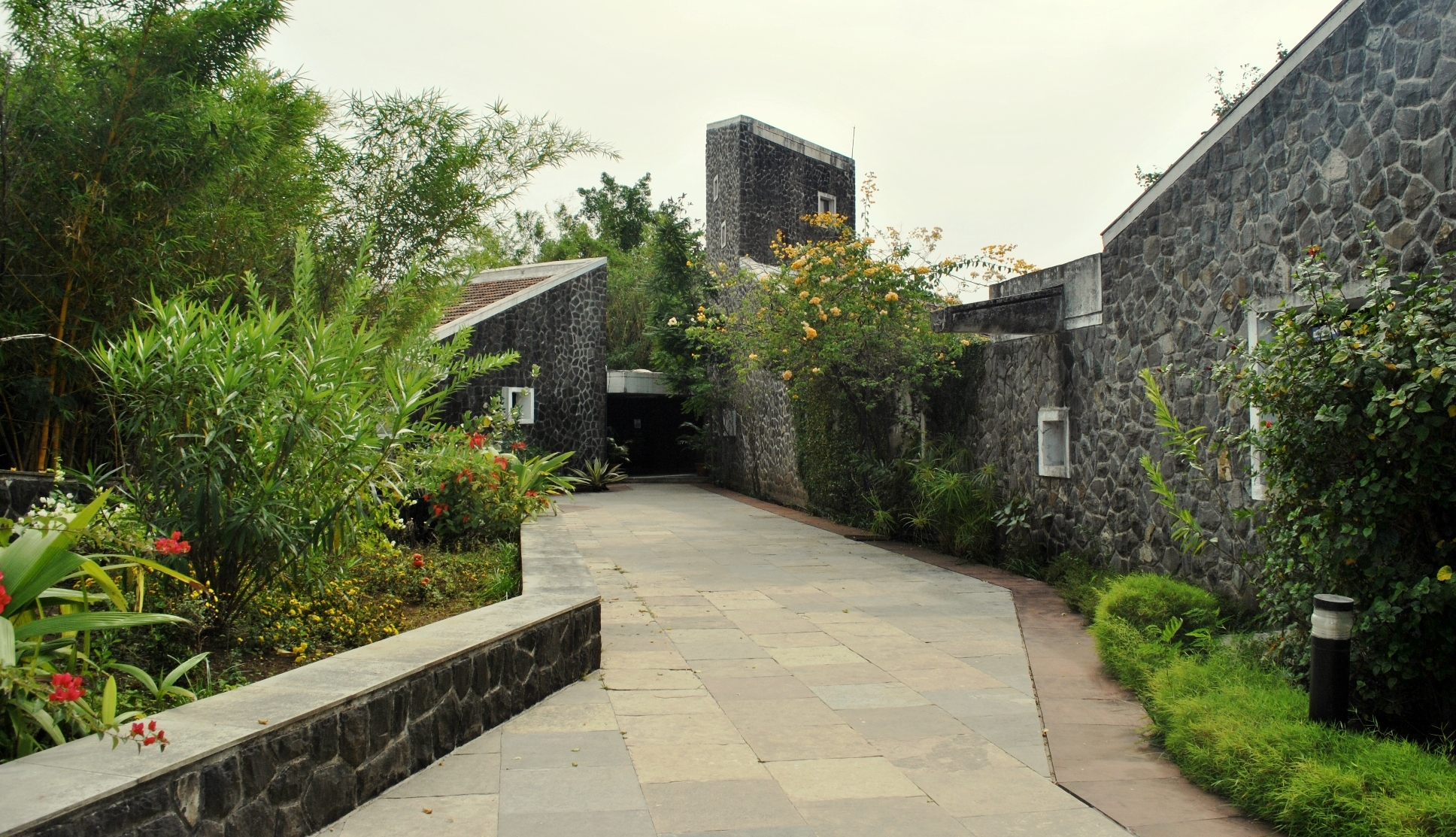
منظر للمنطقة الأكاديمية

تقدم كلية العالم المتحد ماهيندرا دبلوم البكالوريا الدولية . يمكن ايضا للطلاب اختيار الحصول على الدبلوم القائم على المشروعات من كلية ماهيندار العالمية المتحدة من خلال متابعة مشروع بحثي خلال عامين من الدراسة.

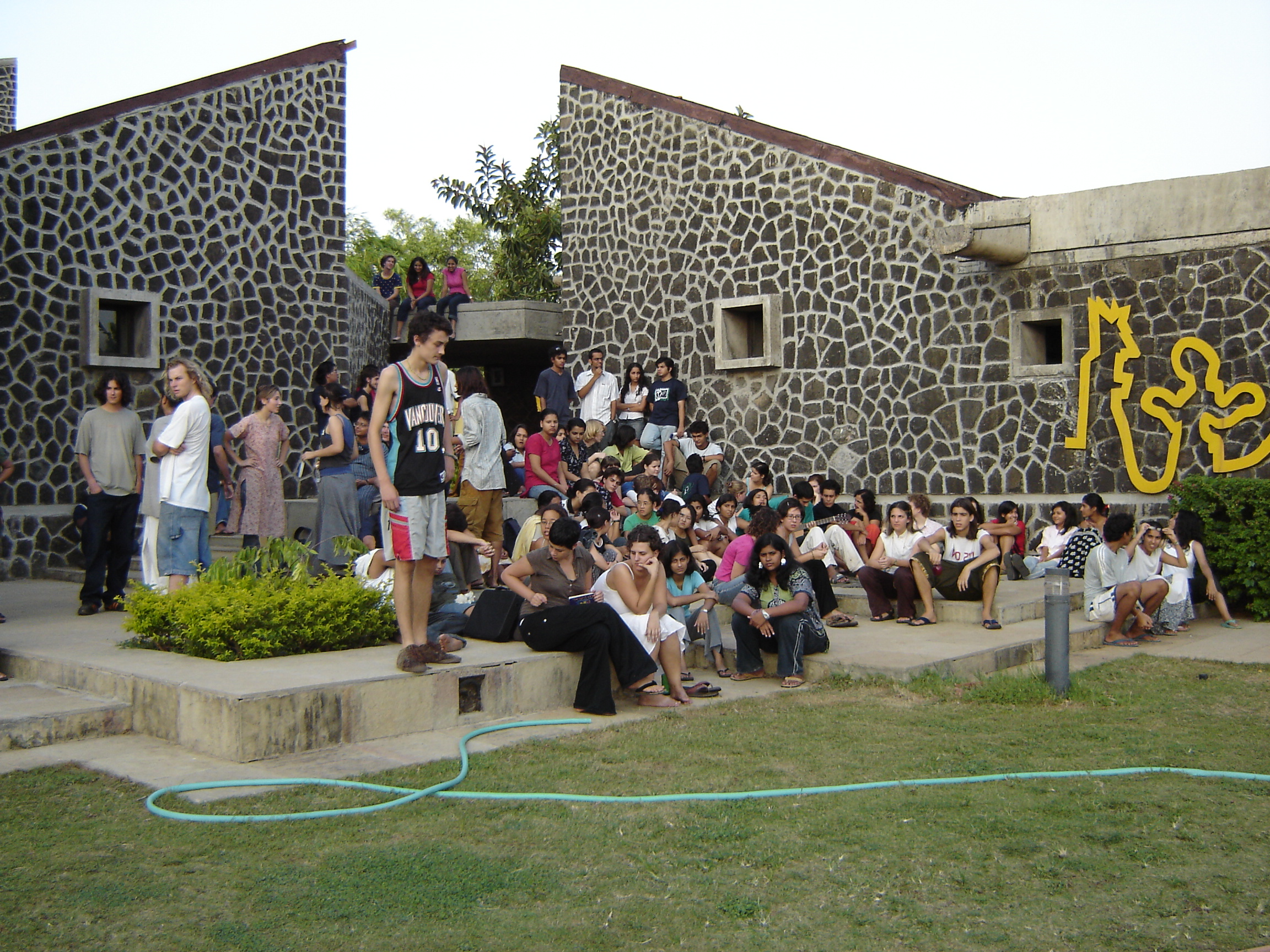
اجتماع الكلية، مايو 2005

تتوفر مواد البكالوريا الدولية التالية في كلية العالم المتحد ماهيندرا، على الرغم من أن العروض قد تتغير قليلاً من سنة إلى أخرى:
- المجموعة 1: أفضل لغة للطلاب - الأدب الإنجليزي (HL/SL)، اللغة الإنجليزية وآدابها (HL/SL)، الأدب الإسباني (HL/SL)، الأدب الهندي (HL/SL)، اللغة ذاتية التدريس (HL/) سي)
- المجموعة 2: اكتساب اللغة الحديثة - الإنجليزية B (HL/SL)، الهندية B (HL/SL)، الإسبانية B (HL/SL)، الإسبانية من البداية (SL)، الفرنسية B (HL/SL)، الفرنسية من البداية ( SL)، اللغة العربية من البداية (SL)
- المجموعة 3: الأفراد والمجتمعات - علم النفس (HL/SL)، الفلسفة (HL/SL)، السياسة العالمية (HL)، التاريخ (HL/SL)، الاقتصاد (HL/SL)، الأنظمة البيئية والمجتمعات (SL)، الرقمية مجتمع
- المجموعة 4: العلوم التجريبية - الفيزياء (HL/SL)، الكيمياء (HL/SL)، علم الأحياء (HL/SL)، النظم البيئية والمجتمعات (SL)، علوم الكمبيوتر (HL/SL).
- المجموعة 5: الرياضيات - الرياضيات (HL/SL)، الدراسات الرياضية (سنة واحدة أو سنتين) (SL)
- المجموعة 6: الفنون - الفنون البصرية (HL/SL)، دراسات الأفلام (HL/SL)، المسرح (HL/SL).

بصرف النظر عن المواد الرسمية، يشكل برنامج التعلم التجريبي (المعروف باسم نريفيني في كلية العالم المتحد ماهيندرا) جزءًا مهمًا من تعليم الطلاب. تريفيني باللغة الهندية تعني التقاء ثلاثة أنهار معا. يتكون برنامج تريفيني من ثلاثة مسارات - (1) برنامج IB CAS (الإبداع والعمل والخدمة)، (2) أسابيع المشروع والسفر (3) ندوة وسلسلة مناقشات غنية داخل الحرم الجامعي بما في ذلك- هذه الهند، والعلاقات الدولية، وضيف مكبرات الصوت وأكثر من ذلك.

## الطلاب
يمثل الطلاب في كلية العالم المتحد ماهيندرا العديد من الجنسيات المختلفة. في عام 2018 مثلت الدفعة 57 دولة. ضم الفصل الافتتاحي 91 طالبًا من جميع أنحاء العالم.

## القبول
يتم ترشيح معظم الطلاب للالتحاق بكلية العالم المتحد ماهيندرا عبر لجانهم الوطنية في كليات العالم المتحد. يمكن للطلاب الهنود والمقيمين وطلاب PIO/OCI التقدم عبر لجنة كليات العالم المتحد في الهند. عملية الاختيار صارمة،[بحاجة لمصدر]</link> مع معدل قبول 10-15%. تبدأ عملية التقديم للطلاب الهنود في يونيو وتنتهي بحلول يناير. يتم اختيار المرشحين في القائمة المختصرة بناءً على إمكانية إظهار قيم كليات العالم المتحدة والجدارة الأكاديمية. تتم دعوة المرشحين المختارين إلى معسكر اختيار ليلي يقام في حرم UWCMC في بيون. خلال المعسكر، يتم إجراء أنشطة مختلفة بما في ذلك المقابلات الجماعية والمناقشات الجماعية وعرض الأشياء والعديد من الاختبارات الكتابية واختبارات الكمبيوتر. بناءً على أداء الطلاب، تقوم اللجنة بترشيح الطلاب إلى كلية العالم المتحد ماهيندرا أو أي من كليات العالم المتحد الأخرى.

## الإدارة
انتقل الرئيس المؤسس للكلية، ديفيد ويلكنسون، إلى بيون عند تأسيس كلية العالم المتحد ماهيندرا في عام 1997، بعد أن أسس سابقًا كلية العالم لي بو تشون في هونغ كونغ. في عام 2009، تم تعيين جوناثان لونج رئيسًا للكلية وبقي في منصبه حتى عام 2011، عندما انضم بيلهام ليندفيلد روبرتس. تولت ثريا سيد حسن منصب رئيسة الكلية في عام 2018،  بعد تعيين بيلهام ليندفيلد روبرتس مديرًا لمدرسة العالم المتحد في تشانغشو بالصين. في يوليو 2021، تولى الدكتور ديل تايلور منصب رئيس الكلية. بعد ذلك، في يوليو 2022، تولى غوراف شوبرا منصب رئيس مؤقت للكلية. بعد عملية منظمة لتقييم المرشحين الدوليين من قبل جميع أصحاب المصلحة، في 23 فبراير 2023، أعلن مجلس الإدارة رسميًا عن اختيار غوراف شوبرا بالإجماع، ليكون الرئيس الفني التالي للكلية.

## الخريجون
- أرفين جادجيل ، '99
- فاليريا لويزيلي
- ماليكا فاز ، '15
- أديتيا جاين ، '18

## روابط خارجية
- الموقع الرسمي
- Plans and images at archnet.org

قالب:United World Collegesقالب:Mahindra Group